# Ina Rhöös
Ina Rhöös, född 28 mars 1983 i Karlstad, är en svensk innebandyspelare som spelar som back i Iksu. Hon har spelat i tre VM-turneringar och vunnit två guld (2007 och 2009) och ett brons (2005).

## Klubbar i karriären
- Lina IK
- Södertälje IBK
- UHC Dietlikon
- Iksu Innebandy